# San Gemini
San Gemini là một đô thị có khoảng 4.500 dân thuộc tỉnh Terni trong vùng Umbria của Ý, có cự ly khoảng 60 km về phía nam của Perugia và khoảng 10 km về phía tây bắc của Terni. 

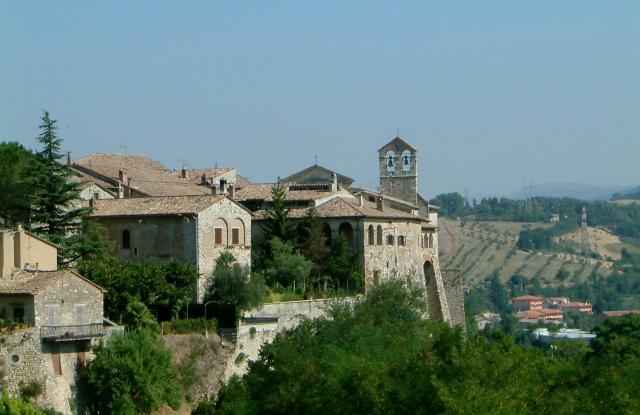
Cảnh San Gemini.

San Gemini giáp các đô thị Montecastrilli, Narni và Terni.
Thị xã có địa điểm khảo cổ Carsulae